# Derby de Dublin
Le derby de Dublin désigne l'affrontement du Shamrock Rovers et du Bohemian FC, tous deux situés à Dublin.
Cette confrontation se dispute au minimum 4 fois dans l'année (en SSE Airtricity League) mais peut aussi se jouer en Coupe d'Irlande.

## Histoire
Le premier derby entre les Bohs et les Rovers a eu lieu en 1915.
Ce derby est le match le plus suivi d'Irlande, la rivalité est surtout géographique car les clubs sont séparés par la Liffey, les Bohs au nord et les Rovers au sud.
La rivalité est importante, c’est  la plus violente du pays, mais les débordements restent mineurs par rapport à ceux en Turquie, en Argentine ou en Italie. Il y a quand même des provocations et les forces de l'ordre sont présentes pour éviter les bagarres, comme en 2016, ou lors d'une victoire 4-0 à l'extérieur pour les Rovers, les fans des deux clubs ont envahi le terrain, des combats ont été signalés avec l'unité d'intervention, la Garda Public Order,.

## Résultats

### Championnat
| Saison    | Date               | Équipe à domicile             | Résultat | Équipe à l'extérieur          | Stade            |
| --------- | ------------------ | ----------------------------- | -------- | ----------------------------- | ---------------- |
| 1999/2000 | 19 septembre 1999  | Bohemians                     | 1-3      | Shamrock Rovers Football Club | Dalymount Park   |
| 1999/2000 | 4 décembre 1999    | Shamrock Rovers Football Club | 0-1      | Bohemians                     | Tolka Park       |
| 1999/2000 | 9 mars 2000        | Bohemians                     | 0-0      | Shamrock Rovers Football Club | Dalymount Park   |
| 2000/01   | 14 août 2000       | Shamrock Rovers Football Club | 0-0      | Bohemians                     | Tolka Park       |
| 2000/01   | 3 novembre 2000    | Bohemians                     | 0-1      | Shamrock Rovers Football Club | Dalymount Park   |
| 2000/01   | 28 janvier 2001    | Shamrock Rovers Football Club | 4-6      | Bohemians                     | Morton Stadium   |
| 2001/02   | 7 septembre 2001   | Bohemians                     | 0-1      | Shamrock Rovers Football Club | Dalymount Park   |
| 2001/02   | 9 novembre 2001    | Shamrock Rovers Football Club | 1-0      | Bohemians                     | Richmond Park    |
| 2001/02   | 15 février 2002    | Bohemians                     | 1-1      | Shamrock Rovers Football Club | Dalymount Park   |
| 2002/03   | 2 août 2002        | Bohemians                     | 3-2      | Shamrock Rovers Football Club | Dalymount Park   |
| 2002/03   | 20 octobre 2002    | Shamrock Rovers Football Club | 1-1      | Bohemians                     | Tolka Park       |
| 2002/03   | 13 décembre 2002   | Bohemians                     | 3-2      | Shamrock Rovers Football Club | Dalymount Park   |
| 2003      | 27 avril 2003      | Bohemians                     | 1-1      | Shamrock Rovers Football Club | Dalymount Park   |
| 2003      | 1er septembre 2003 | Shamrock Rovers Football Club | 1-2      | Bohemians                     | Richmond Park    |
| 2003      | 22 septembre 2003  | Bohemians                     | 2-1      | Shamrock Rovers Football Club | Dalymount Park   |
| 2003      | 24 octobre 2003    | Shamrock Rovers Football Club | 0-0      | Bohemians                     | Tolka Park       |
| 2004      | 16 avril 2004      | Bohemians                     | 2-2      | Shamrock Rovers Football Club | Dalymount Park   |
| 2004      | 12 juin 2004       | Shamrock Rovers Football Club | 2-1      | Bohemians                     | Dalymount Park   |
| 2004      | 27 août 2004       | Bohemians                     | 3-2      | Shamrock Rovers Football Club | Dalymount Park   |
| 2004      | 5 novembre 2004    | Shamrock Rovers Football Club | 0-1      | Bohemians                     | Tolka Park       |
| 2005      | 18 mars 2005       | Bohemians                     | 1-1      | Shamrock Rovers Football Club | Dalymount Park   |
| 2005      | 3 juin 2005        | Shamrock Rovers Football Club | 1-2      | Bohemians                     | Dalymount Park   |
| 2005      | 2 septembre 2005   | Bohemians                     | 1-3      | Shamrock Rovers Football Club | Dalymount Park   |
| 2007      | 3 avril 2007       | Bohemians                     | 2-1      | Shamrock Rovers Football Club | Dalymount Park   |
| 2007      | 29 juin 2007       | Shamrock Rovers Football Club | 1-1      | Bohemians                     | Tolka Park       |
| 2007      | 17 septembre 2007  | Bohemians                     | 0-2      | Shamrock Rovers Football Club | Dalymount Park   |
| 2008      | 4 avril 2008       | Shamrock Rovers Football Club | 0-1      | Bohemians                     | Tolka Park       |
| 2008      | 5 août 2008        | Bohemians                     | 2-1      | Shamrock Rovers Football Club | Dalymount Park   |
| 2008      | 26 septembre 2008  | Shamrock Rovers Football Club | 1-2      | Bohemians                     | Tolka Park       |
| 2009      | 20 mars 2009       | Bohemians                     | 2-0      | Shamrock Rovers Football Club | Dalymount Park   |
| 2009      | 16 mai 2009        | Shamrock Rovers Football Club | 2-1      | Bohemians                     | Tallaght Stadium |
| 2009      | 26 juillet 2009    | Bohemians                     | 0-0      | Shamrock Rovers Football Club | Dalymount Park   |
| 2009      | 2 octobre 2009     | Shamrock Rovers Football Club | 1-0      | Bohemians                     | Tallaght Stadium |
| 2010      | 9 avril 2010       | Shamrock Rovers Football Club | 1-0      | Bohemians                     | Tallaght Stadium |
| 2010      | 29 mai 2010        | Bohemians                     | 0-0      | Shamrock Rovers Football Club | Dalymount Park   |
| 2010      | 8 août 2010        | Shamrock Rovers Football Club | 3-0      | Bohemians                     | Tallaght Stadium |
| 2010      | 5 octobre 2010     | Bohemians                     | 1-0      | Shamrock Rovers Football Club | Dalymount Park   |
| 2011      | 15 avril 2011      | Bohemians                     | 1-1      | Shamrock Rovers Football Club | Dalymount Park   |
| 2011      | 30 mai 2011        | Shamrock Rovers Football Club | 1-0      | Bohemians                     | Tallaght Stadium |
| 2011      | 5 août 2011        | Bohemians                     | 0-1      | Shamrock Rovers Football Club | Dalymount Park   |
| 2011      | 5 octobre 2011     | Shamrock Rovers Football Club | 1-1      | Bohemians                     | Tallaght Stadium |
| 2012      | 30 mars 2012       | Shamrock Rovers Football Club | 2-0      | Bohemians                     | Tallaght Stadium |
| 2012      | 29 juin 2012       | Bohemians                     | 4-0      | Shamrock Rovers Football Club | Dalymount Park   |

### Coupe
| Saison    | Date           | Équipe à domicile             | Résultat              | Équipe à l'extérieur          | Stade            | Compétition                             |
| --------- | -------------- | ----------------------------- | --------------------- | ----------------------------- | ---------------- | --------------------------------------- |
| 2000/2001 | 13 avril 2001  | Bohemians                     | 1-0                   | Shamrock Rovers Football Club | Dalymount Park   | Coupe d'Irlande                         |
| 2001/2002 | 6 octobre 2002 | Shamrock Rovers Football Club | 2-0                   | Bohemians                     | Tolka Park       | Coupe d'Irlande                         |
| 2006      | 25 août 2006   | Shamrock Rovers Football Club | 0-0                   | Bohemians                     | Tolka Park       | Coupe d'Irlande                         |
| 2006      | 29 août 2006   | Bohemians                     | 0-2                   | Shamrock Rovers Football Club | Dalymount Park   | Coupe d'Irlande                         |
| 2007      | 7 août 2007    | Bohemians                     | 1-0                   | Shamrock Rovers Football Club | Dalymount Park   | Coupe de la Ligue d'Irlande de football |
| 2011      | 4 juillet 2011 | Bohemians                     | 2-1 (A.P.)            | Shamrock Rovers Football Club | Dalymount Park   | Leinster Senior Cup                     |
| 2012      | 12 mars 2012   | Shamrock Rovers Football Club | 1-1 (A.P.) T.A.B. 6-5 | Bohemians                     | Tallaght Stadium | Leinster Senior Cup                     |

### Statistiques
Depuis la saison 1921/1922
| Competition                       | victoires des Bohemians | Matchs nuls | victoires des Shamrock Rovers |
| --------------------------------- | ----------------------- | ----------- | ----------------------------- |
| Championnat d'Irlande de football | 29                      | 23          | 29                            |
| Coupe d'Irlande de football       | 3                       | 4           | 7                             |
| Coupe de la ligue d'Irlande       | 5                       | 2           | 3                             |
| Leinster Senior Cup               | 1                       | 2           | 1                             |